# Riotorto
Riotorto – miasto w Hiszpanii w Galicji we wschodniej części prowincji Lugo.